# Digital Data Storage

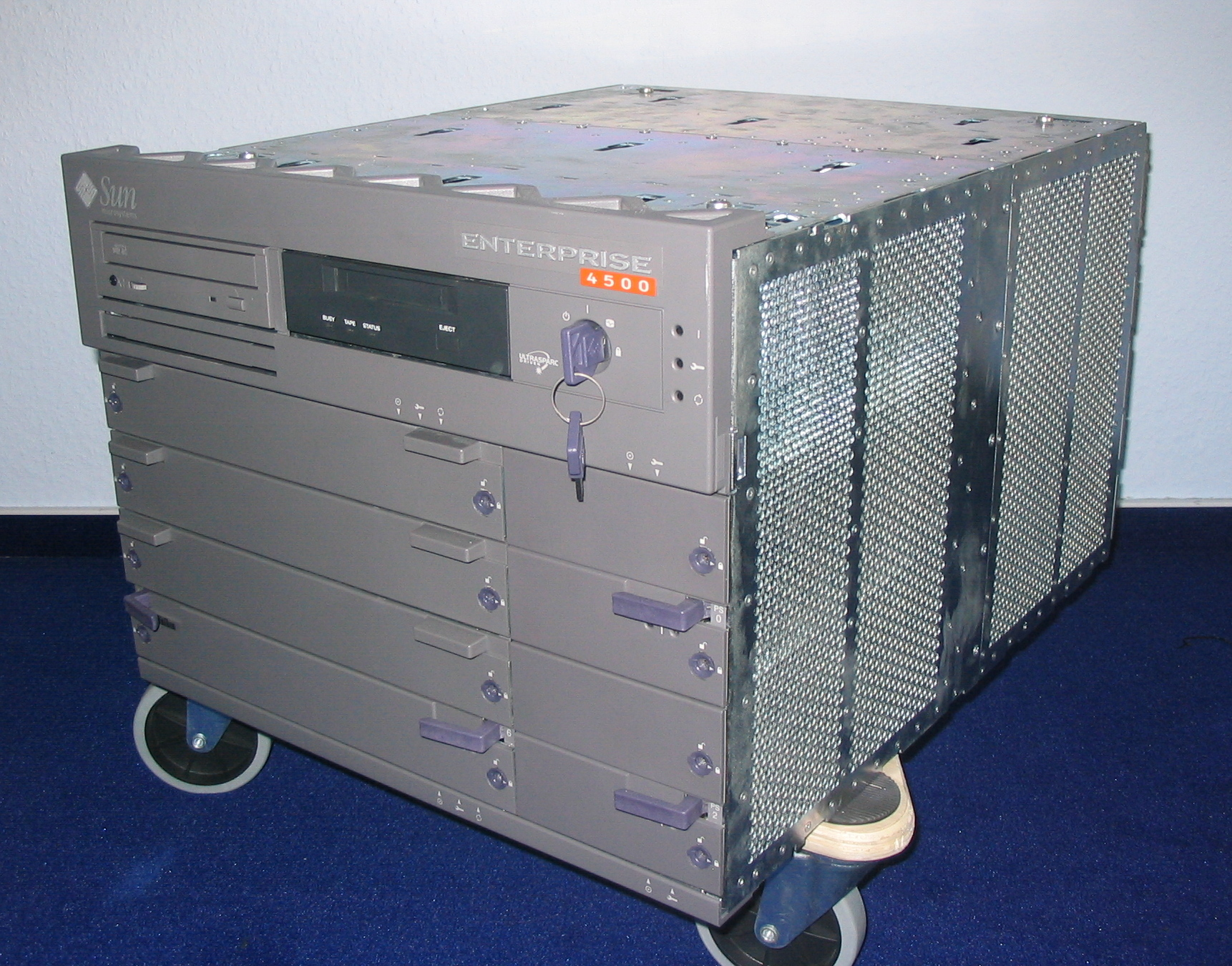
O Dispositivo Sun Enterprise utilizando DDS-3

Digital Data Storage (DDS) é uma fita de 4 mm em cassete, de tecnologia helicoidal, introduzida pela Sony e pela Hewlett-Packard, que utiliza a mesma tecnologia da fita DAT. Em sua versão mais recente, o DDS-4, essas fitas têm capacidades nativas de 20 GB, chegando a 40 GB em modo comprimido. Por causa do desgaste mecânico, os fabricantes destas fitas garantem sua confiabilidade por apenas 2.000 passagens pela cabeça de leitura/gravação, em condições ideais. Como em uma única operação da fita normalmente provoca mais de uma passagem pelo mesmo local, os fabricantes recomendam que a mesma fita seja usada em apenas cerca de 100-150 operações de cópia — em condições ideais. A cabeça de leitura do dispositivo sofre também desgastes, e tem uma expectativa de vida de 2.000 horas de uso.

## Gerações
| Formato | Data | Comprimento (m) | Capacidade (GB) | Velocidade (MB/s) |
| ------- | ---- | --------------- | --------------- | ----------------- |
| DDS-1   | 1989 | 60/90           | 1.3/2.0         | 0.6               |
| DDS-2   | 1993 | 120             | 4.0             | 0.6               |
| DDS-3   | 1996 | 125             | 12.0            | 1.1               |
| DDS-4   | 1999 | 150             | 20.0            | 3.2               |
| DAT 72  | 2003 | 170             | 36.0            | 3.2               |
| DAT 160 | 2007 | 150             | 80              | 6.9               |

### DDS-1
Armazena até 1.3 GB descomprimidos (2.6 GB comprimidos) em um cartucho de 60 metros, 2 GB descomprimidos (4GB comprimidos) em um cartucho de 90 metros.

### DDS-2
Armazena até 4 GB descomprimidos (8 GB comprimidos) em um cartucho de 120 metros.

### DDS-3
Armazena até 12 GB descomprimidos (24 GB comprimidos) em um cartucho de 125 metros. DDS-3 usa PRML (Partial Response Maximum Likelihood). PRML elimina barulho eletrônico visando uma gravação de dados mais cristalina.

### DDS-4
Armazena até 20 GB descomprimidos (40 GB comprimidos) em um cartucho de 150 metros. Este formato também é chamado DAT 40.

### DAT 72
Armazena até 36 GB descomprimidos (72 GB comprimidos) em um cartucho de 170 metros. O padrão DAT 72 foi desenvolvido pela HP e Certance. Tem o mesmo formato e é retrocompatível com DDS-3 e DDS-4.

### DAT 160
DAT 160 foi lançado em junho de 2007 pela HP. Uma grande mudança com relação as gerações anteriores é a largura da fita, que agora usa 8 mm de largura, ao contrário das fitas anteriores de 3.82 mm de largura. Apesar da diferença de largura entre as fitas, os drives do padrão DAT 160 são retrocompatíveis com as fitas DAT 72 e DDS-4. A capacidade nativa é de 80GB e taxa de transferência é de 6,9MB/s, com interfaces SCSI e USB.
O próximo padrão a ser laçado será o DAT 320, ainda sem data prevista.